# Estland i olympiska vinterspelen 2010
Estland deltog med 30 tävlande vid de Olympiska vinterspelen 2010.

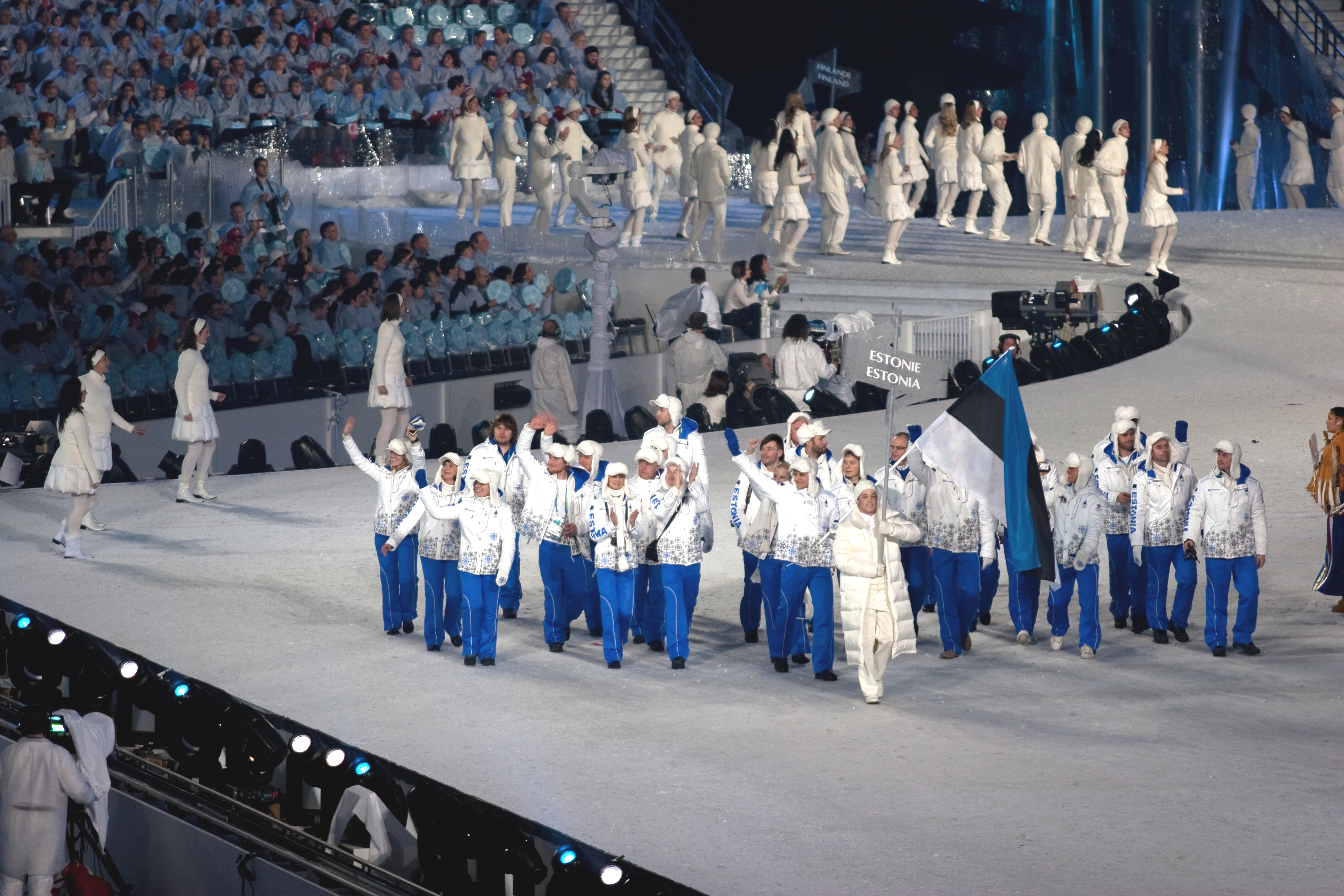
Estländska truppen tågar in under invigningsceremonin.

## Medaljer
| Estland i vinter-OS 2010 Vancouver | Estland i vinter-OS 2010 Vancouver | Estland i vinter-OS 2010 Vancouver | Estland i vinter-OS 2010 Vancouver | Estland i vinter-OS 2010 Vancouver |
| Medaljer                           | Utövare                            | Sport                              | Gren                               |                                    |
| ---------------------------------- | ---------------------------------- | ---------------------------------- | ---------------------------------- | ---------------------------------- |
| Silver                             | Kristina Šmigun-Vähi               | Längdskidåkning                    | Damernas 10 km fristil             |                                    |

## Uttagna till OS
| Namn                        | Kön | Sport                       |
| --------------------------- | --- | --------------------------- |
| Tiiu Nurmberg               | D   | Alpin skidåkning (2 aktiva) |
| Deyvid Oprja                | H   | Alpin skidåkning (2 aktiva) |
| Jelena Glebova              | D   | Konståkning (5 aktiva)      |
| Maria Sergejeva Ilja Glebov | Par | Konståkning (5 aktiva)      |
| Irina Štork Taavi Rand      | Par | Konståkning (5 aktiva)      |
| Tatjana Mannima             | D   | Längdskidåkning (14 aktiva) |
| Triin Ojaste                | D   | Längdskidåkning (14 aktiva) |
| Kaija Udras                 | D   | Längdskidåkning (14 aktiva) |
| Kristina Šmigun-Vähi        | D   | Längdskidåkning (14 aktiva) |
| Kein Einaste                | H   | Längdskidåkning (14 aktiva) |
| Peeter Kümmel               | H   | Längdskidåkning (14 aktiva) |
| Algo Kärp                   | H   | Längdskidåkning (14 aktiva) |
| Kaspar Kokk                 | H   | Längdskidåkning (14 aktiva) |
| Jaak Mae                    | H   | Längdskidåkning (14 aktiva) |
| Aivar Rehemaa               | H   | Längdskidåkning (14 aktiva) |
| Anti Saarepuu               | H   | Längdskidåkning (14 aktiva) |
| Timo Simonlatser            | H   | Längdskidåkning (14 aktiva) |
| Karel Tammjärv              | H   | Längdskidåkning (14 aktiva) |
| Andrus Veerpalu             | H   | Längdskidåkning (14 aktiva) |
| Sirli Hanni                 | D   | Skidskytte (9 aktiva)       |
| Kadri Lehtla                | D   | Skidskytte (9 aktiva)       |
| Eveli Saue                  | D   | Skidskytte (9 aktiva)       |
| Kristel Viigipuu            | D   | Skidskytte (9 aktiva)       |
| Roland Lessing              | H   | Skidskytte (9 aktiva)       |
| Martten Kaldvee             | H   | Skidskytte (9 aktiva)       |
| Kauri Kõiv                  | H   | Skidskytte (9 aktiva)       |
| Indrek Tobreluts            | H   | Skidskytte (9 aktiva)       |
| Priit Viks                  | H   | Skidskytte (9 aktiva)       |